# Marele Premiu al Turciei
Marele Premiu al Turciei a fost o cursă de Formula 1 desfășurată pe Circuitul Istanbul Park, proiectat de Hermann Tilke. Cursa a făcut parte din Campionatul Mondial de Formula 1 între 2005 și 2011, înainte de a reveni pentru o scurtă perioadă, în 2020 și 2021, după modificări majore ale calendarului din cauza pandemiei de COVID-19. Felipe Massa și Ferrari sunt cel mai de succes pilot și, respectiv, constructor, câștigând cursa de trei ori fiecare.

## Istoric
Datorită naturii circuitului, în Marele Premiu al Turciei din 2005 au avut loc acțiuni incitante pe pistă, mulți piloți învârtindu-se pe tot parcursul weekendului, în special în virajul 8, unde Juan Pablo Montoya a ieșit în larg, cu două tururi înainte de final după un incident cu Jordanul lui Tiago Monteiro. Acest lucru i-a permis lui Fernando Alonso să ocupe locul al doilea în spatele lui Kimi Räikkönen, un eveniment care a avut o influență semnificativă asupra bătăliei lor pentru Campionatul Mondial.
Un an mai târziu, Felipe Massa a obținut primul pole position și victoria la Tuzla. Ferrari-urile au fost 1-2 în fazele inițiale ale cursei, cu Massa în fața lui Michael Schumacher. Învârtirea lui Vitantonio Liuzzi a scos mașina de siguranță, iar ambele mașini Ferrari au trebuit să intre la boxe în același tur. Alonso a reușit să treacă de Schumacher și ordinea a rămas până la sfârșitul cursei. Massa a repetat același rezultat în 2007 înaintea noului său coechipier, Räikkönen.
În 2008, cursa a avut loc în luna mai. Massa, cu două opriri la boxe, a câștigat cursa în fața lui Lewis Hamilton, cu trei opriri, deși Hamilton îl întrecuse în timpul cursei.
Pentru 2011, cursa a fost pusă sub semnul întrebării, deoarece Bernie Ecclestone a dorit să dubleze taxele pentru găzduirea cursei. Cu toate acestea, Ecclestone a confirmat ulterior că va apărea pe calendarul din 2011, care se va extinde la douăzeci de curse odată cu adăugarea Marelui Premiu al Indiei (deși anularea Marelui Premiu al Bahrainului a însemnat doar nouăsprezece Mari Premii).
Pe 30 iulie 2011, a fost anunțat că Marele Premiu al Turciei nu va fi în calendarul din 2012 din cauza lipsei unui acord cu privire la costul anual. Organizatorii cursei au susținut că taxa de găzduire a fost prea mare, în timp ce Ecclestone a dat vina pe proasta promovare pentru lipsa de profitabilitate a cursei. Pe 9 ianuarie 2013, guvernul a ales să nu aprobe acordul pentru Formula 1 care ar fi organizat cursa de la Tuzla în 2013. Proiectul, care va costa Turcia în jur de 20 de milioane de dolari în total, trebuia să primească finanțare de stat de 13 milioane de dolari. Cu toate acestea, guvernul nu și-a dat aprobarea și proiectul a căzut.
Din cauza pandemiei de COVID-19 din 2020, mai multe curse programate inițial au fost anulate. Marele Premiu al Turciei a fost adăugat la calendarul revizuit în august 2020, iar weekendul cursei a avut loc între 13 și 15 noiembrie 2020. Lance Stroll din echipa BWT Racing Point F1 a ocupat pole position în condiții de ploaie. Lewis Hamilton de la Mercedes, începând de pe locul șase, a fost cel care a preluat conducerea la jumătatea cursei și a condus-o până la final, reușind astfel să-și adjudece cel de-al șaptelea titlu mondial, egalând recordul lui Michael Schumacher.

## Nume oficiale
- 2005, 2010: Turkish Grand Prix[8][9]
- 2006–2008: Petrol Ofisi Turkish Grand Prix[10][11][12]
- 2009: ING Turkish Grand Prix[13]
- 2011, 2020: DHL Turkish Grand Prix[14][15][16]
- 2021: Rolex Turkish Grand Prix[17]

## Edițiile Marelui Premiu al Turciei
Toate edițiile au avut loc pe circuitul İstanbul Park.
| An          | Pole position     | Cel mai rapid tur  | Pilotul câștigător | Constructorul câștigător | Raport            |
| ----------- | ----------------- | ------------------ | ------------------ | ------------------------ | ----------------- |
| 2021        | Valtteri Bottas   | Valtteri Bottas    | Valtteri Bottas    | Mercedes                 | Raport            |
| 2020        | Lance Stroll      | Lando Norris       | Lewis Hamilton     | Mercedes                 | Raport            |
| 2019 - 2012 | Nu s-a desfășurat | Nu s-a desfășurat  | Nu s-a desfășurat  | Nu s-a desfășurat        | Nu s-a desfășurat |
| 2011        | Sebastian Vettel  | Mark Webber        | Sebastian Vettel   | RBR-Renault              | Raport            |
| 2010        | Mark Webber       | Vitali Petrov      | Lewis Hamilton     | McLaren-Mercedes         | Raport            |
| 2009        | Sebastian Vettel  | Jenson Button      | Jenson Button      | Brawn-Mercedes           | Raport            |
| 2008        | Felipe Massa      | Kimi Räikkönen     | Felipe Massa       | Ferrari                  | Raport            |
| 2007        | Felipe Massa      | Kimi Räikkönen     | Felipe Massa       | Ferrari                  | Raport            |
| 2006        | Felipe Massa      | Michael Schumacher | Felipe Massa       | Ferrari                  | Raport            |
| 2005        | Kimi Räikkönen    | Juan Pablo Montoya | Kimi Räikkönen     | McLaren-Mercedes         | Raport            |

### Statistici
Un singur piloți au obținut un hat-trick (pole position, cel mai rapid tur și victorie într-o cursă): Valtteri Bottas în 2021.

#### Multipli câștigători
| Victorii | Pilot          | Ani              |
| -------- | -------------- | ---------------- |
| 3        | Felipe Massa   | 2006, 2007, 2008 |
| 2        | Lewis Hamilton | 2010, 2020       |

| Victorii | Constructor | Ani              |
| -------- | ----------- | ---------------- |
| 3        | Ferrari     | 2006, 2007, 2008 |
| 2        | McLaren     | 2005, 2010       |
| 2        | Mercedes    | 2020, 2021       |

#### Multipli deținători depole position
| Pole-uri | Pilot            | Ani              |
| -------- | ---------------- | ---------------- |
| 3        | Felipe Massa     | 2006, 2007, 2008 |
| 2        | Sebastian Vettel | 2009, 2011       |

#### Multipli deținători de cel mai rapid tur
| CMRT | Pilot          | Ani        |
| ---- | -------------- | ---------- |
| 2    | Kimi Räikkönen | 2007, 2008 |